# یویی اوهاشی
یویی اوهاشی (انگلیسی: Yui Ohashi؛ زادهٔ ۱۸ اکتبر ۱۹۹۵) شناگر زن اهل ژاپن است.
وی در مسابقات کشوری و بین‌المللی در مجموع برندهٔ ۷ مدال طلا، ۳ مدال نقره، ۲ مدال برنز شده‌است.